# 生きる歓び (沢田知可子&KATSUMIの曲)
「生きる歓び」（いきるよろこび）は、沢田知可子&KATSUMIのシングル。

## 解説
ワーナーミュージック・ジャパン内の社内レーベル、wea japanに所属するアーティスト2人によるコラボレーション。
1997年1月1日に放送されたTBSテレビの新春大型時代劇「竜馬がゆく」の主題歌に使われた。

## 収録曲
作詞：鮎川めぐみ　作曲：デイヴィッド・フォスター　編曲：千住明
1. 生きる歓び
2. 生きる歓び（ピアノ・インストヴァージョン）
3. 生きる歓び（Original-Karaoke）